# 劉健群
劉健群（1902年—1972年3月17日），乳名寶，原名懷珍，字席儒，貴州遵義人。中華民國第一屆立法委員、第三任立法院長。

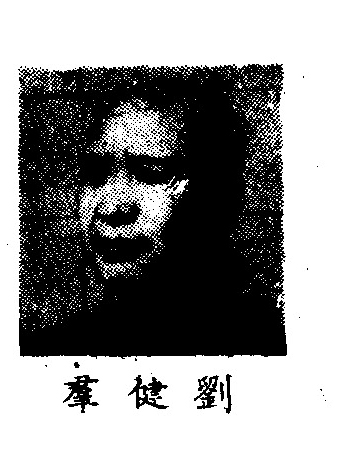
制憲國民大會代表

## 生平
生於光緒二十八年四月，貴州省立專門學校肄業。早年知遇於何應欽。1922年经胡忠相引荐进入黔军軍法處。曾任黔軍軍法處長、軍需處長。
1925年，任何應欽機要秘書。何应钦歷任武漢行營、南昌行營主任，劉健群分别担任行营辦公廳主任。1930年3月，到南京住洪武路。蔣中正派人去考核他。接著，蔣幾次召見他和他談話，對他很賞識。蒋介石对贺衷寒说：“刘健群比陈果夫兄弟要进步五年，比你们要进步十年。”隨即任命其為軍事委員會（總）政訓處處長（原處長賀衷寒已調豫鄂皖三省剿匪總司令部政訓處長）。 
1931年間，為迎合蔣，寫了一本《改組國民黨的芻議》的小冊子，建議：“國民黨仿效義大利墨索里尼的褐衫黨的組織，一切惟領袖之命是從，其組成人員，以著藍衣為標誌”。1932年3月，蔣令賀衷寒、康澤等在南京成立力行社，劉的建議是起了促成作用的。非黃埔學生之被指定為核心幹部者，只劉健群一人。接著，任軍事委員會政訓處處長，主持全國軍隊政工，並且受命在南京創辦一個“政治訓練班”。該班招考高中程度以上學生1,000人左右受訓，以“一個黨、一個主義、一個領袖、一個敵人”為訓練的綱領，畢業後等於黃埔學生身份，一律吸收為復興社社員，備作軍隊政工的幹部。刘健群自作主张把自己那本主张成立“蓝衣社”的小册子在班上印发。此前，蒋介石和复兴社领导层看过他的小册子后，都不置可否。复兴社总社听说刘健群擅自散发小册子后，立即下令收回。但是，小册子的影响却在社会上扩散开来。
由於其曾經是国民政府军事委员会北平分会代理委員長何應欽的秘書，又為蔣中正賞識，而且又有充分的思想和人事的準備，1932年，蒋介石决定成立华北宣传总队，任命刘健群为总队长，宣传队配属到各军师，宣传蒋介石的主义。刘健群到北平后，又大量印发他的小册子。华北方面本来就风闻南京成立了一个秘密组织，但不知究竟。看到这本小册子后，纷传秘密组织就是蓝衣社，蓝衣社的头子就是刘健群。刘健群也乐得以此自我宣传，不作解释。南京复兴社总社知道后，再次下令收回小册子。但是，社会上的流言却收不回去了。华北的日本驻军风闻此事，认为蓝衣社是个反日组织，正式向中国当局提出交涉。日本通讯社也大加渲染，使得蓝衣社名声更大，传遍各地。后来有投靠日伪的军统特务写书以《蓝衣社内幕》为名，只不过附会传说，为了取悦读者的标题党行为罢了。
1934年4月，調任南京復興社书记。1935年10月，擔任復興社社長。1936年8月，調北平工作。
1938年1月，中國國民黨復興社頭人康澤、劉健群在兩黨關係委員會上稱“一個党、一個領袖、一個主義”，攻擊八路軍在華北是“遊而不擊”。
1948年12月24日，立法院選舉正、副院長。:8759劉健群以202票當選為副院長:8759。此實革命以來蔣最大之打擊。劉一度代理院長職務。1949年4月25日，立法院已有足夠法定人數可以開會，由副院長劉健群負責；院長童冠賢還在上海:127。
1950年12月5日，當選立法院院長，翌年10月辭職，仍任立法委員。曾任中國國民黨中央評議委員。
1972年3月17日病故。